# لوکا براردوکو
لوکا براردوکو (انگلیسی: Luca Berardocco؛ زادهٔ ۲۲ ژانویهٔ ۱۹۹۱) بازیکن فوتبال اهل ایتالیا است.
از باشگاه‌هایی که در آن بازی کرده‌است می‌توان به باشگاه فوتبال گوریتسا، باشگاه فوتبال پارما، باشگاه فوتبال کروتونه، باشگاه فوتبال دلفینو پسکارا، باشگاه فوتبال پیزا، و باشگاه فوتبال کومو اشاره کرد.